# مریم توزانی
مریم توزانی (زاده 17 سپتامبر 1980) فیلمساز و بازیگر مراکشی است.  او بیشتر به عنوان کارگردان فیلم تحسین‌شده‌ی «آدم» (۲۰۱۹) ،   نماینده‌ی مراکش در نود و دومین دوره جوایز اسکار برای بهترین فیلم بلند بین‌المللی و «خفتان آبی» (۲۰۲۲)، فیلم نماینده‌ی این کشور برای همین جایزه در نود و پنجمین دوره جوایز اسکار، شناخته می‌شود.
توزانی در سال ۱۹۸۰ در طنجه متولد شد.  در سال ۲۰۰۳، او مدرک کارشناسی ارشد خود را در رشته ارتباطات رسانه‌ای و روزنامه‌نگاری در لندن دریافت کرد. او کار خود را به عنوان روزنامه‌نگار با تمرکز بر سینما آغاز کرد.